# 國民議會艦隊

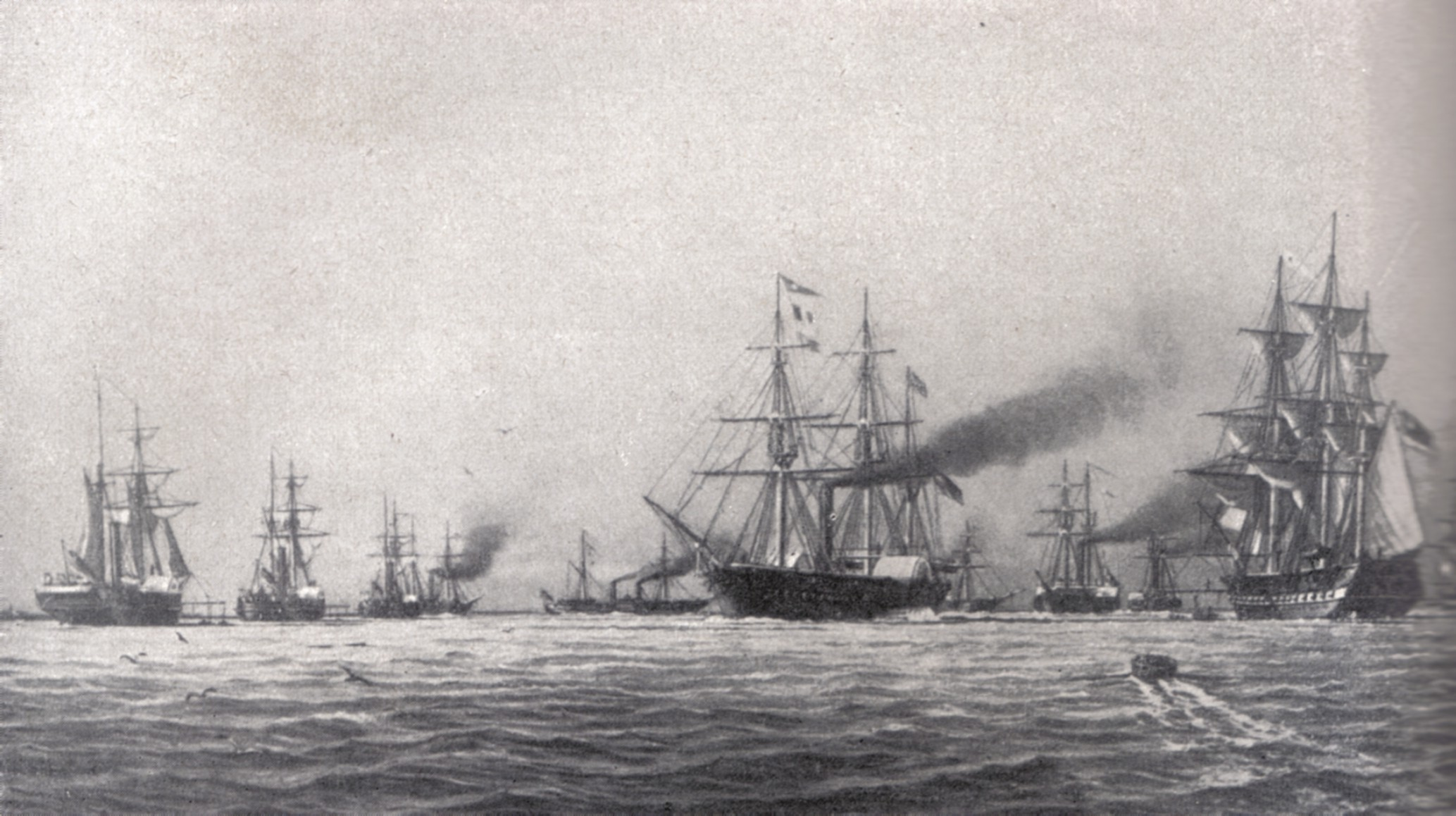
國民議會艦隊，1849年

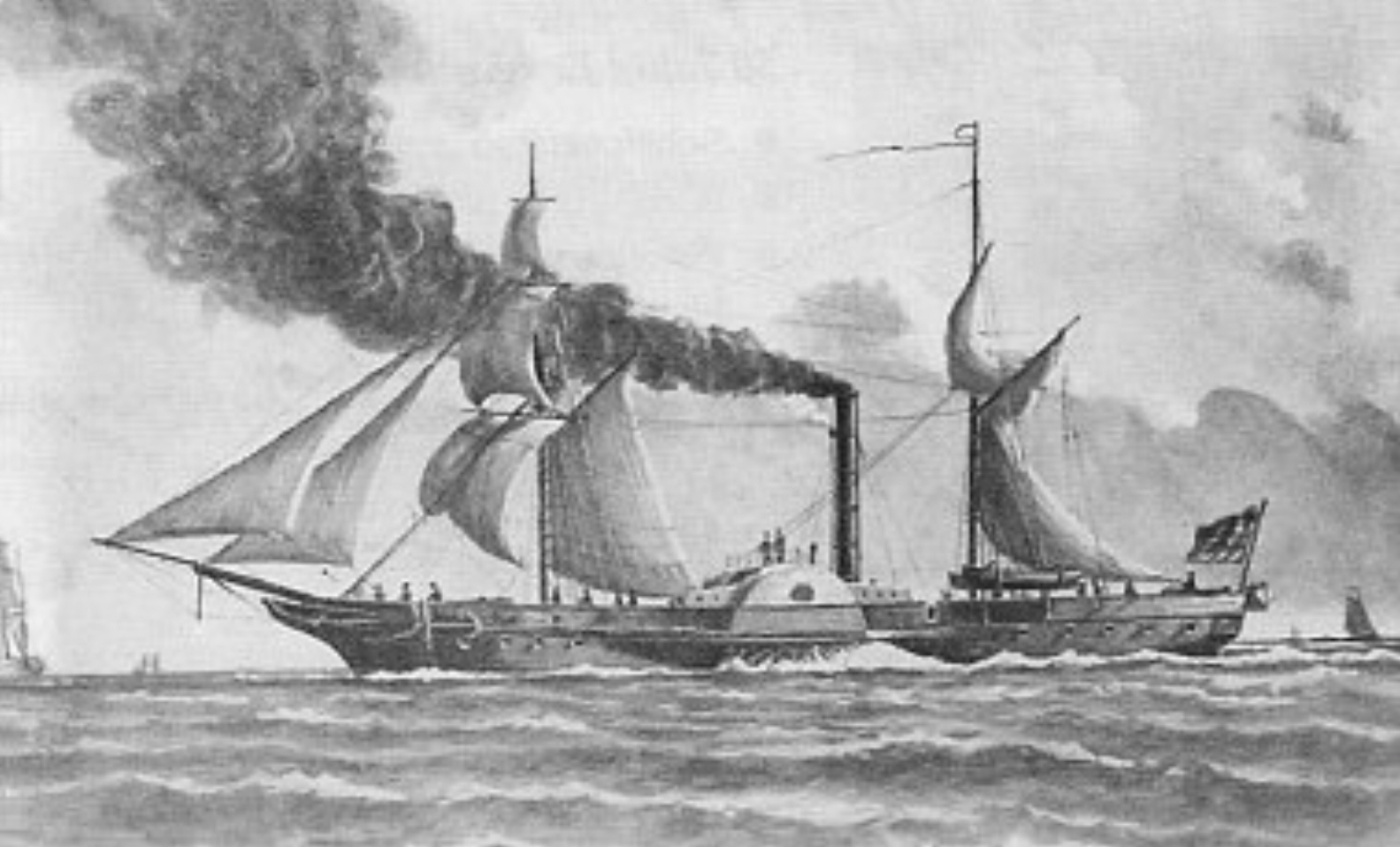
由貨輪改裝的國民議會艦隊的渦輪式武裝帆船呂貝克

德國海軍歷史上的第一支全德國海軍由1848年7月14日召開的法蘭克福國民議會於德意志1848年革命期間組建的，並在 1848年到1851年的石勒蘇益格-荷爾斯泰因戰爭中同丹麥作戰。該軍有德國「國民議會艦隊」之稱。

## 1815年到1848年德國聯邦的海軍力量

### 總覽
邦聯制的德國在1815年的維也納會議後成立了一個鬆散組織德意志邦聯。聯邦的成員州只建立了德意志邦聯軍隊，而海軍力量則完全依賴於當時在德意志邦聯外部擁有大支艦隊的三大聯邦君主：同時為大不列顛國王的漢諾威國王(到1837 ) ，荷蘭聯合王國的盧森堡大公以及丹麥國王荷爾斯泰因大公。

### 奧地利
奧地利僅在地中海沿岸港口威尼斯和的里雅斯特駐紮了兩支不大的艦隊，其成員多為意大利出身，並於1848年威尼托獨立戰爭時期帶船出逃。剩下的奧地利戰艦則基本用於亞得里亞海海戰，其指揮者是丹麥海軍準將Hans Birch Dahlerup，因此在之後的和丹麥的戰爭中，奧地利海軍基本沒有任何建樹。

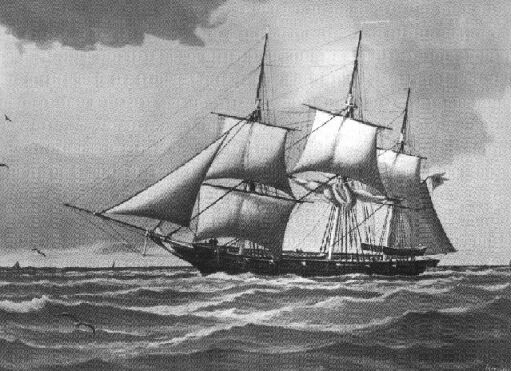
到1848年為止，普魯士唯一能使用的軍艦SMS亞馬遜

### 普魯士
普魯士作為歐洲大陸上的陸軍強國實際上沒有自己的海軍。普魯士基本上依賴擁有海軍力量的其他聯邦君主以保護自己日益增長的海上貿易。 19世紀30年代中期開始，普魯士基於種種原因開始組建自己的海軍，到1848年為止，其只擁有唯一的一艘武裝帆船亞馬遜，此外普魯士商隊的商船都全副武裝，並懸掛普魯士軍艦旗。

### 其他德國聯邦
其他具有海岸線的德國聯邦都沒有自己的海軍力量，其中包括漢諾威王國，梅克倫堡-什未林大公國，奧爾登堡大公國以及漢薩同盟城市漢堡，不萊梅和呂貝克。石勒蘇益格-荷爾斯泰因公國也由於屬於丹麥總聯邦而沒有自己的海軍。

## 1848年後德國聯邦的海軍力量
石勒蘇益格-荷爾斯泰因戰爭一開始，德國就沒有辦法保護自己的海域，因為大不列顛和荷蘭的不再是由德國君主統治，而丹麥則正好是其的對手。在1848年4月的短短幾天內丹麥海軍就對德國在北海和波羅的海的海上貿易完成了封鎖。

漢堡海軍部用旗

### 漢堡淺水艦隊
對上面提到的封鎖反應最快的是北德沿岸聯邦漢堡的理事會，其開始對商船進行武裝並改裝為軍艦。此外他們還開始建造護衛艇。英國海軍軍官Hammel Ingold Strutt出任指揮官，授階為德國海軍中校。1848年6月23日漢堡海軍部為建立國民議會艦隊募款向漢堡理事會購買了這些改裝軍艦。因此，可以認為漢堡淺水艦隊是國民議會艦隊的基石。.

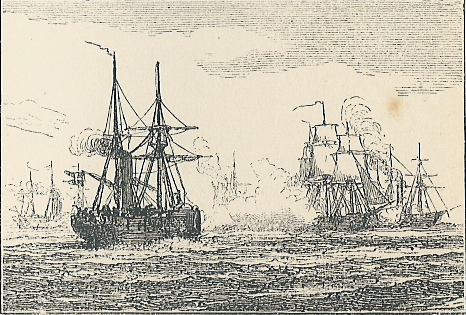
丹麥武裝帆船女武神和石勒蘇益格-荷爾斯泰因海軍蒸汽船的海戰，1849年

### 石勒蘇益格-荷爾斯泰因海軍
同時期石勒蘇益格-荷爾斯泰因開始組建自己的小艦隊。這支由超過16艘戰船和其他海上交通工具組成的艦隊主要用於進攻北海和波羅的海的丹麥海軍。石勒蘇益格-荷爾斯泰因海軍僅表面上隸屬於國民議會艦隊，儘管如此，他們還是使用黑-紅-金三色旗。

普魯士從1816年開始使用的軍艦旗

### 普魯士海軍
普魯士不僅僅注意到了其商船貿易將受到嚴重打擊，同時也擔心俄國將加入丹麥的戰線，因此其建設艦隊的進程開始加速。普魯士的第一批海軍包括了40艘排槳砲艦，一直服役到1870年。

## 臨時性的中央海軍力量
在作為革命勝利的標誌德意志邦聯議會召開後，臨時中央政府於1848年6月12日頒布預算法令，並於兩天之後（6月14日）根據法蘭克福國民議會的決議和當時的局勢首次下達建立國民議會艦隊的命令，並由政府撥出六百萬的預算經費。

### 命名和憲法依據
德國政府對這只艦隊多次進行命名。 1848年6月14日法蘭克福國民議會結束時將其簡稱為“德國海軍”。當時的海軍大臣阿諾德·杜克維茲於1849年的一篇報告中則寫到“戰爭海軍的建立”。在布魯姆海軍上將（卡爾·魯道夫·布魯姆，國民議會艦隊第一任總司令）在他的回憶錄中則稱之為“國家海軍”，這個名字也確實是當時海軍所使用的名字。因為這三個名字在後來的時代也幾次為德國海軍所使用，所以歷史學家專門為由法蘭克福國民議會下令建立的德國真正意義上的第一支艦隊命名為國民議會艦隊。「聯邦艦隊」這個名字也曾用於稱呼國民議會艦隊，但是其在某種意義上並不符合，因為這支艦隊實際上和德意志邦聯並無多大關係。法蘭克福國民議會於1848年頒布的《國民議會憲法（页面存档备份，存于）》第三章第19條寫到：
[1] 海軍艦隊是唯一由國民議會支配的財產。聯邦州不具有擁有和命令戰艦的權力；
[2] 戰艦的船員是德國國防軍的組成部分，其和德國陸軍無關；
[3] 從每個聯邦州陸軍中為組建艦隊而選擇出來的軍人，必須從其原來的陸軍中除名，對此，國民議會會根據具體的法律對聯邦州進行資金上的補償；
[4] 海軍艦隊的軍官和公務員由國民議會獨立委派；
[5] 國民議會政府對國民議會艦隊的裝備，培訓和維護以及軍港和海軍武器庫的佈置，裝備和維護全權負責；
[6] 建設軍港和海軍基地所需的資金徵集和為其所專門建立的國民議會行政部門的權利必須由國民議會頒布的具體法令進行限制。

### 機構和辦事處

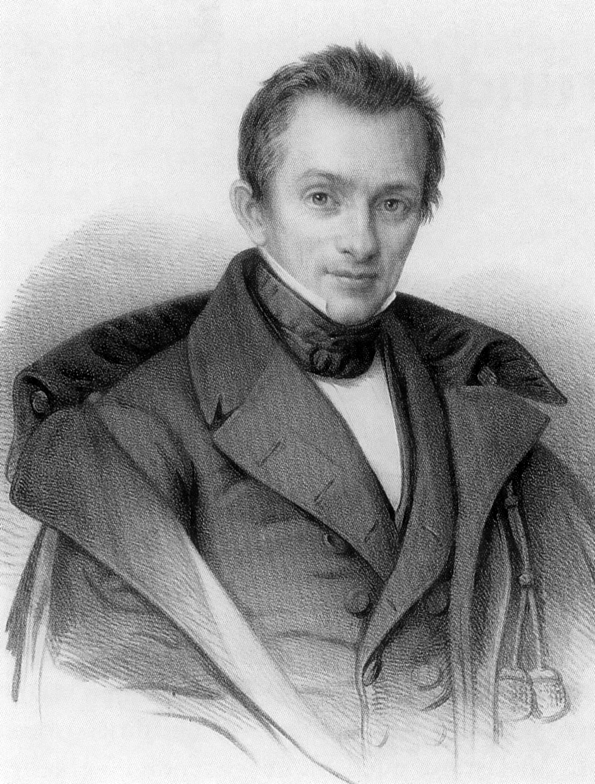
貿易兼海軍大臣阿諾德·杜克維茲

#### 國民議會海軍部
作為處理國民議會海軍事務的行政部門，海軍部由兼任貿易大臣的海軍大臣杜克維茲指揮。
在1849年5月法蘭克福國民議會失敗後，奧地利將領奧古斯特·賈科莫·約赫穆斯成為德國聯邦的海軍大臣，他同時也是當時的外交大臣。1849年12月海軍事務主權由聯邦上升到成員國，因此一支統一的國民議會艦隊不再存在。

#### 技術海軍委員會
為了順利的建立海軍，一個名為技術海軍委員會的機構宣告成立，致力於購買、建造和改造戰艦，及其武裝化和各種配置；該委員會同時也將能否在北海和波羅的海之間建立一條運河的問題提上議程；此外他們也具有主管人事和財政事務的權利。其於1848年到1849年間由普魯士親王阿爾布雷希特指揮，在他被普魯士國王解職後，則由當時外號「Brommy」的海軍中將卡爾·魯道夫·布魯姆接管他的工作。

#### 最高指揮權

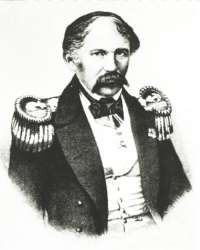
卡爾·魯道夫·布魯姆，國民議會艦隊總司令

根據國民議會憲法，所有德國的海軍力量都隸屬於國民議會海軍部，但是無論是普魯士海軍還是奧地利海軍都拒絕執行其命令。石勒蘇益格-荷爾斯泰因海軍雖然在1849年4月26日編入國民議會艦隊，但是實際上並不聽從其指揮。僅僅只有漢堡淺水艦隊的船是完全受國民議會艦隊的支配，其中包括蒸汽動力武裝帆船不萊梅，漢堡， 呂貝克和普通武裝帆船富蘭克林。
最高指揮權開始由在漢堡供職的英國海軍中將Strutt掌握，從1849年4月5日開始，則屬於布魯姆，他就此獲得了北海艦隊總指揮和北海海上冠軍的頭銜，得到了KptzS（Kapitän zur See德國海軍官員最高稱號）的稱號。因為同樣的原因他在1849年的8月19日和11月23日又再分別獲得艦隊司令和海軍少將的頭銜。

### 船隻
到1852年為止，國民議會艦隊除去聯邦州自有武裝外共有：2艘巡防帆船，3艘蒸汽動力巡防艦，6艘蒸汽動力武裝帆船和超過2打的划槳護衛艇。其中只有埃肯費爾德巡防艦本身是戰艦，它本來是丹麥的加利恩巡防艦，於1948年的埃肯費爾德海戰中落入德國人之手。其他所有的船都是由貿易船改造而成的。布魯姆上將的旗艦是一艘名為漢莎的渦輪巡防艦。

### 地上設施

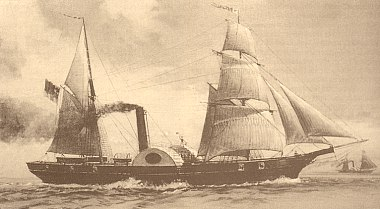
紅鬍子汽動力巡防艦，布魯姆在黑爾戈蘭島的旗艦

國民議會艦隊主要由威悉河地區的軍港支援，其中包括不來梅哈芬的海航工段，在那兒有德國海軍司令部和行政局。很多聯邦州都展開了建造軍港的競賽，其中包括不萊梅，漢諾威，奧爾登堡和普魯士。奧爾登堡為德國海軍提供了在亚德湾的基地和不凍港，即後來成為德國海軍北海首要基地的威廉港。但布魯姆更願意選擇布拉克作為基地，那裡從1848年開始即建設了用於對艦隊進行支援和修理的船塢。 1848年和1849年之間的冬季，國民議會艦隊分隊駐紮在布拉克和不來梅哈芬。
在德國與丹麥的戰爭期間，北海沿岸建立的很多海岸砲兵團，它們也受國民議會海軍部指揮。儘管如此，它們更多時候是聽從其所在的聯邦州的命令。
此外國民議會艦隊還有一支由海兵和水手組成的海軍兵營，其是為補充戰艦上失去的士兵而準備的。其規模不可以超過一個連。

### 人事
因為德國原本沒有自己的海軍力量，所以其人員必須從其他國家的海軍以及海上貿易的人才中網羅。早期的德國軍官像布魯姆和Johann Otto Donner都曾在其他國家的海軍中服過役。當時德國海軍人才多來自比利時和大不列顛。
截止1850年夏，國民議會艦隊有大概1000名活躍的成員，包括60名高級軍官，48名高級軍官候補，8名船醫，30名出納和採購人員，30名機械師，700名下級軍官和水手以及100名水兵。為了訓練高級軍官候補，德國號巡防艦作為訓練用艦和海軍學校使用。

### 作戰

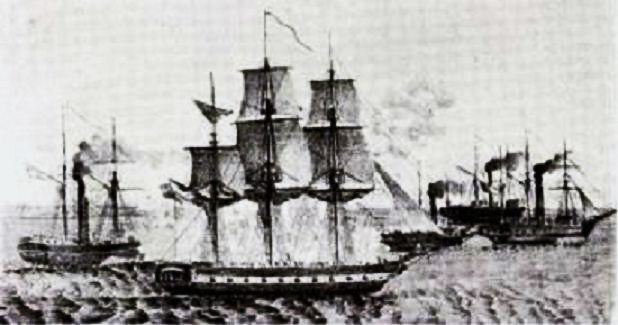
黑爾戈蘭島海戰：丹麥的戰艦Valkyrien和Gejser被德國戰艦追擊

國民議會艦隊於1849年6月4日進行了其第一次也是唯一一次作戰：黑爾戈蘭島海戰，也是到今天為止德國唯一一次使用黑-紅-金三色旗為戰旗的海戰。這次戰鬥的旗艦是蒸汽動力的紅鬍子巡防艦。這場海戰由於紅鬍子無意間進入了黑爾戈蘭島附近的英國領海，而英國人因為不認識德國國旗而對其發起進攻而被迫中斷。

### 最終歸宿
在德國革命之後的一段時間內，國民議會艦隊仍然存在並為一些聯邦州所用，但是一個統一的包括普魯士和奧地利在內的艦隊卻不再存在。代替它的是在分別為普魯士和奧地利所有兩支艦隊以外存在的第三支名為聯邦艦隊的艦隊，其为剩下的聯邦州所有。中央政府的最後一位海軍部長恩斯特·默克提議，保留十艘蒸汽動力船用於和平時代出租給船業公司進行貿易運輸。 這個提議和其他的一些提議卻最終都沒有實現，因此1852年4月2日國民議會艦隊最終解散，解僱全部船員，普魯士海軍獲得了其中的兩艘蒸汽動力巡防艦，剩下的船基本上均拍賣給其他國家。 1853年3月31日，海軍上將布魯姆下達了他的最後的命令，解散了不來梅哈芬的海軍辦事部。布魯姆於1853年6月30日同最後留下的辦事員們正式告別，標誌著國民議會艦隊的最終結束。

### 外部連結
- 德國海軍歷史

### 腳註
1. ↑  Georg Wislicenus, Deutschlands Seemacht, S.57 dq=Heligoland+1849+bromme&lr=&as_brr=3& sig=YlSXtwMY2jrxVQ8G78OLmq0b5pQ#PPA57,M1
2. 1 2 3 4 5  .   [2010-06-11]. （原始内容存档于2004-09-17）.
3. 1 2 3  Guntram Schulze-Wegener: Deutschland zur See. 150 Jahre Marinegeschichte. Mittler, Hamburg 1998. ISBN 3-8132-0551-7
4. 1 2 3  true&vid=DB59-24480&kid=c1304fef-4a92-44f7-a574-26315aae5e8a&uid=DB_59_1&searchPos=4 聯邦檔案：國民議會海軍部的存在歷史(DB 59)[永久]
5. ↑  .   [2010-07-15]. （原始内容存档于2010-11-11）.
6. ↑   (PDF).   [2010-07-15]. （原始内容存档 (PDF)于2014-10-18）.

## 特別備註
1. ↑  參見 命名和憲法依據